# ホトトギス属
ホトトギス属（ホトトギスぞく、杜鵑草属、学名 Tricyrtis）は、ユリ科植物の属のひとつ。後述の種があり、概ね次のような特徴を持つ多年生草本植物である。

## 特徴
山野の林下や林縁、崖や傾斜地などの、日当たりの弱いところに自生する。
葉は互生し、楕円形で長く、葉脈は縦方向で、表面には毛が生える。
花期は初夏から秋にかけてで、雌雄同花で上向きに咲き、花弁が 6枚で直径数cm程度のもので 2-4日程度咲くことが多い。
ジョウロウホトトギス類は黄色く下方向に向く釣鐘型の花を 4-5日ほどつけるものが多い。

### 園芸植物
日陰で育つ、秋の花として園芸植物として利用されている。園芸品種としてはシロホトトギス（Tricyrtis hirta f. albescens）などがあるほか、ホトトギスとタイワンホトトギスの交配種も「ホトトギス」として出回っている。秋ごろに鉢植えが出回るのを購入するのが一般的。庭に植えるとランナーを伸ばして増える。春ごろに株分けで増やす。

## 分布
東アジア（日本、台湾、朝鮮半島）からインドに分布し、20種内外が確認されている。
そのうち日本では 13種（変種を除く）が確認されており、うち 11種は日本固有種である。
日本列島を中心に分布していることから、日本が原産であると推定されている。

## 種

### 日本
- ヤマジノホトトギス（山路の杜鵑草） Tricyrtis affinis Makino - 北海道から九州までに分布する。草丈は30-60cm。花は2日間で、初夏から秋にかけて咲き、茎先と葉腋につく。花被片は白色で紫色の斑点が入り、上部で水平に開き、反りかえることはない。花被片の下部に黄色の斑点が入らない。花糸に紫色の斑点がない。
  - シロバナヤマジノホトトギス（白花山路の杜鵑草） Tricyrtis affinis f. albida - ヤマジノホトトギスの花に斑点が入らない（真っ白に見える）品種。
- キバナノホトトギス（黄花杜鵑草） Tricyrtis flava Maxim. - 宮崎県に自生し、ユリに似た黄色い花をつける。絶滅危惧II類(VU)（2017年環境省レッドリスト）。
- タイワンホトトギス（台湾杜鵑草） Tricyrtis formosana Baker  - 沖縄県および台湾に自生する。自生地が局地的のため絶滅危惧IA類(CR)（2017年環境省レッドリスト）に選定されている。
- ホトトギス（杜鵑草） Tricyrtis hirta (Thunb.) Hook - 代表種。草丈は 40-80cmになり、花は葉腋に 1-3個ずつ付き、4日間咲く。花期は秋。関東地方以西、福井県以南に分布する。
  - シロホトトギス Tricyrtis hirta (Thunb.) Hook. f. albescens (Makino) Hiyama -  ホトトギスの花に斑点が入らない（真っ白に見える）品種。
  - サツマホトトギス Tricyrtis hirta (Thunb.) Hook. var. masamunei (Makino) Masam.
- サガミジョウロウホトトギス（相模上臈杜鵑草） Tricyrtis ishiiana (Kitag. et T.Koyama) Ohwi et Okuyama - 神奈川県の一部に自生する。ジョウロウホトトギスに似るが小型。絶滅危惧IB類(EN) （2017年環境省レッドリスト）。
  - スルガジョウロウホトトギス（駿河上臈杜鵑草）Tricyrtis ishiiana (Kitag. et T.Koyama) Ohwi et Okuyama var. surugensis T.Yamaz. - サガミジョウロウホトトギスの変種で、さらに小型。静岡県に自生する。盗掘により深刻な状況にある。絶滅危惧IB類(EN)（2017年環境省レッドリスト）。
- タマガワホトトギス（玉川杜鵑草） Tricyrtis latifolia Maxim. - 最も冷涼な環境に適応する種で、北海道から九州にかけての冷温帯域に分布し、山の谷筋などの湿った場所に生育する。葉腋または茎先に花序をつけ、黄色に赤紫色の斑点が入った花を咲かせる。黄色の花をヤマブキの色と比べ、ヤマブキの名所であった京都府井手町の玉川の名を借りてこの名が付けられた。
- ジョウロウホトトギス（上臈杜鵑草） Tricyrtis macrantha Maxim. - 高知県に自生する。花は黄色い釣鐘型で、長さ 4cm ほどのものを 10月上旬頃に咲かせる。絶滅危惧II類(VU)（2017年環境省レッドリスト）。
- キイジョウロウホトトギス（紀伊上臈杜鵑草） Tricyrtis macranthopsis Masam. - 和歌山県・奈良県に自生する。ジョウロウホトトギスに似るが、葉が細くて光沢があるところで判別できる。絶滅危惧II類(VU)（2017年環境省レッドリスト）。
- ヤマホトトギス（山杜鵑草） Tricyrtis macropoda Miq. - 北海道南西部、本州の岩手県以南、四国、九州、朝鮮半島に分布し、草丈は40-70cmほどになる。花は 2日間で、茎の先に散房花序を伸ばし、晩夏に咲く。花被片は白色で紫色の斑点は大きく、花糸にも斑点がある。花被片が強く反りかえる。
- チャボホトトギス Tricyrits nana Yatabe - 黄色く小さい花を付け、花は一日で終わる。
- タカクマホトトギス（高隈杜鵑草） Tricyrtis ohsumiensis Masam. （シノニム：Tricyrtis flava Maxim. subsp. ohsumiensis (Masam.) Kitam.） - 鹿児島県大隅半島の固有種で、岩場に生育し、キバナノホトトギスに似た黄色い花をつける。生育環境破壊により絶滅が危惧されている。準絶滅危惧（NT）（2017年環境省レッドリスト）。
- キバナノツキヌキホトトギス（黄花の突抜杜鵑草） Tricyrtis perfoliata Masam. - 絶滅危惧IB類(EN)（2017年環境省レッドリスト）。
- セトウチホトトギス（瀬戸内杜鵑草） Tricyrtis setouchiensis Hir.Takah. - 近畿から中国・四国地方に分布する。ヤマジノホトトギスに似るが、花被片の下部に黄色の斑点がある。花糸に紫色の斑点がある。

これらの種の中には地域固有種も多いが、それらの多くは園芸用の盗掘が後を絶たず、また鉱物採取やダム建設、道路敷設等の開発行為に晒され、絶滅が危惧されている。

### 台湾
- Tricyrtis formosana Baker

台湾や沖縄県で見られる（前述）。
- Tricyrtis lasiocarpa Matsumura
- Tricyrtis ovatifolia　S. S. Ying
- Tricyrtis ravenii　C.-I Peng & C. L. Tiang
- Tricyrtis suzukii Masamune

### フィリピン
- Tricyrtis imeldae H.G. Gutierrez

## 写真

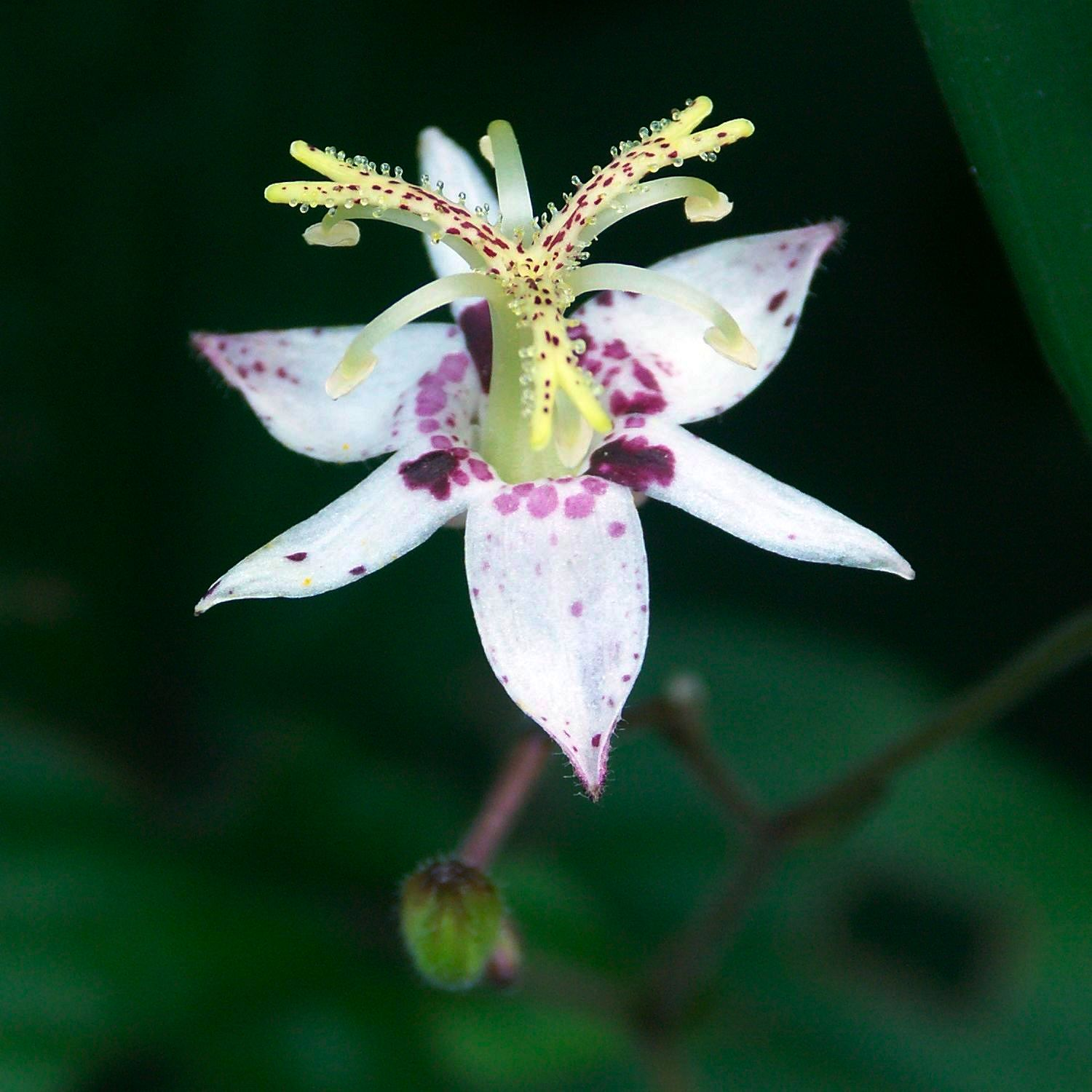
ヤマジノホトトギスの花 Tricyrtis affinis
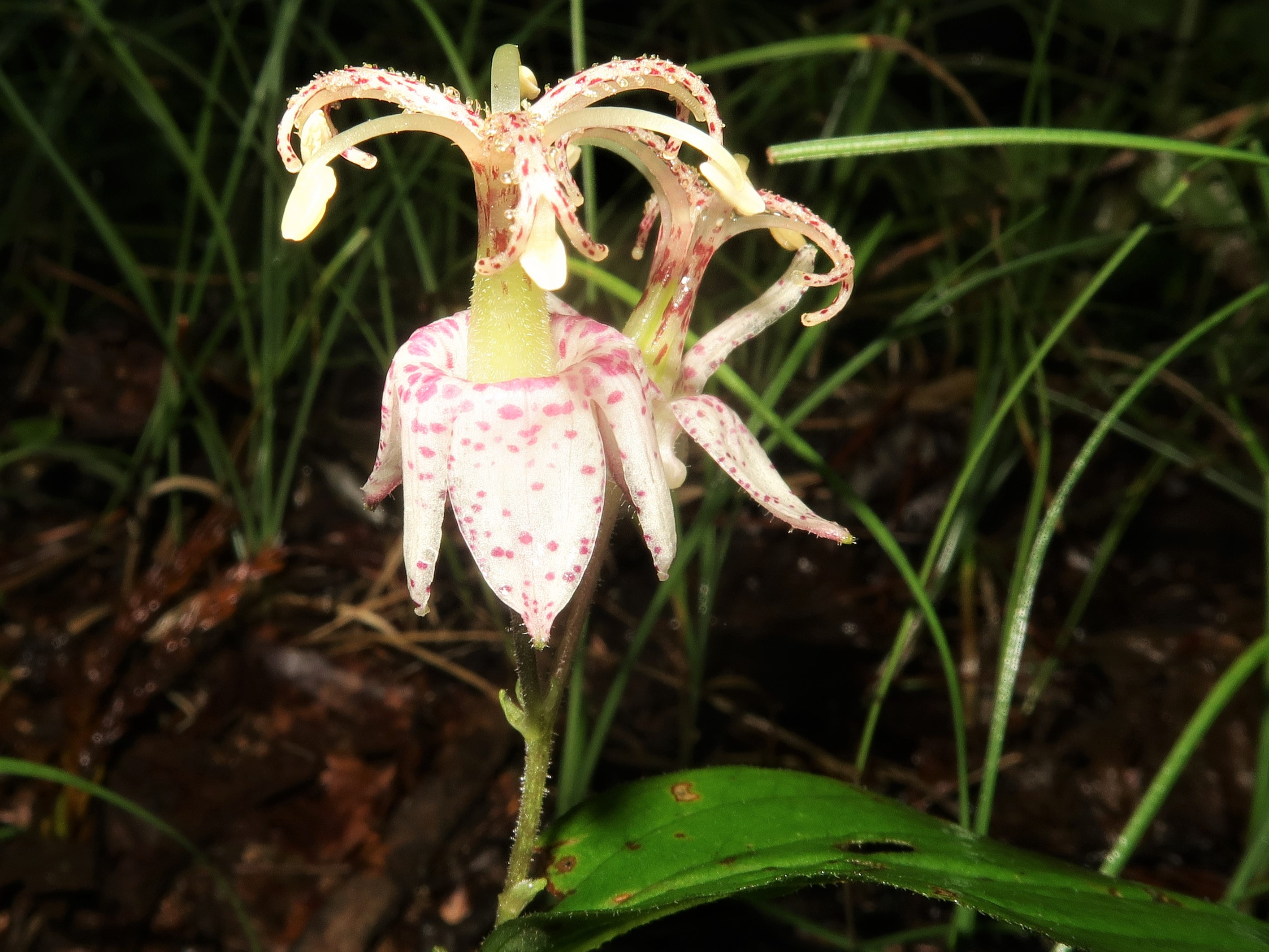
ヤマホトトギス Tricyrtis macropoda
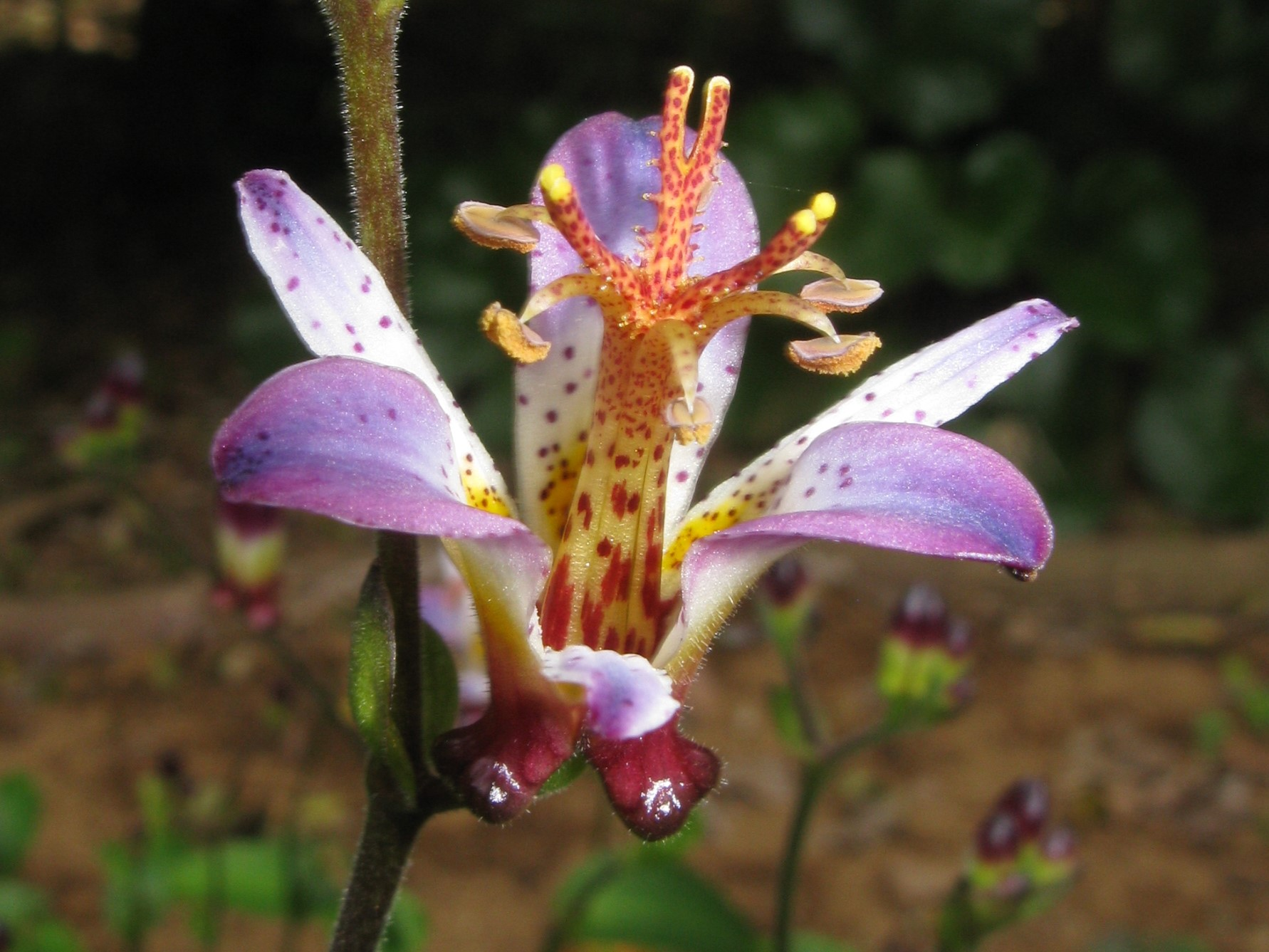
タイワンホトトギス Tricyrtis formosana
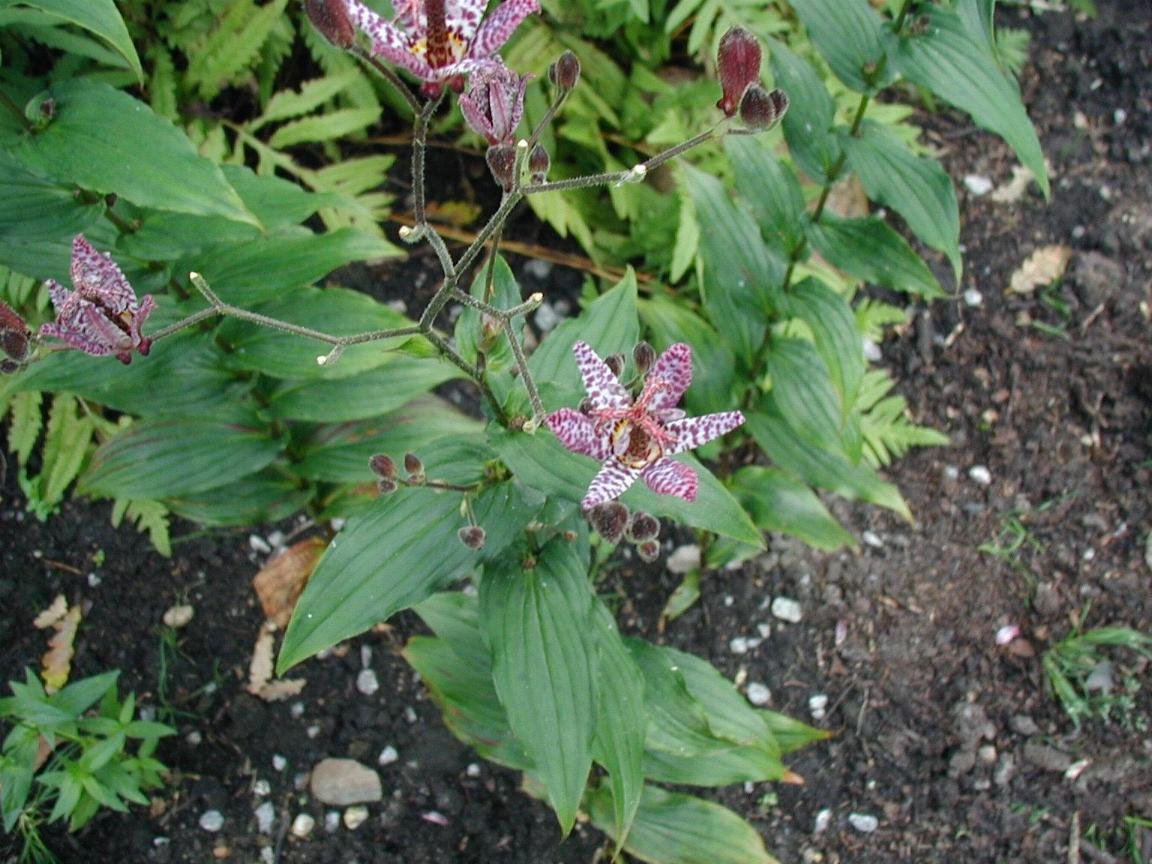
ホトトギス (Tricyrtis hirta)、デンマークなどで園芸用に親しまれている。
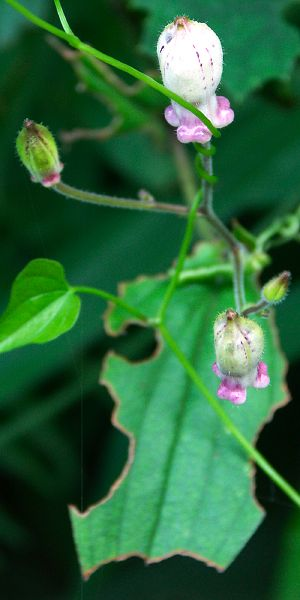
ヤマジノホトトギスの花のつぼみと葉。つぼみが頂点から割れて、中央から折れるように広がって花が咲く。また楕円形の葉はルリタテハなど蝶の幼虫が好んで食べる。
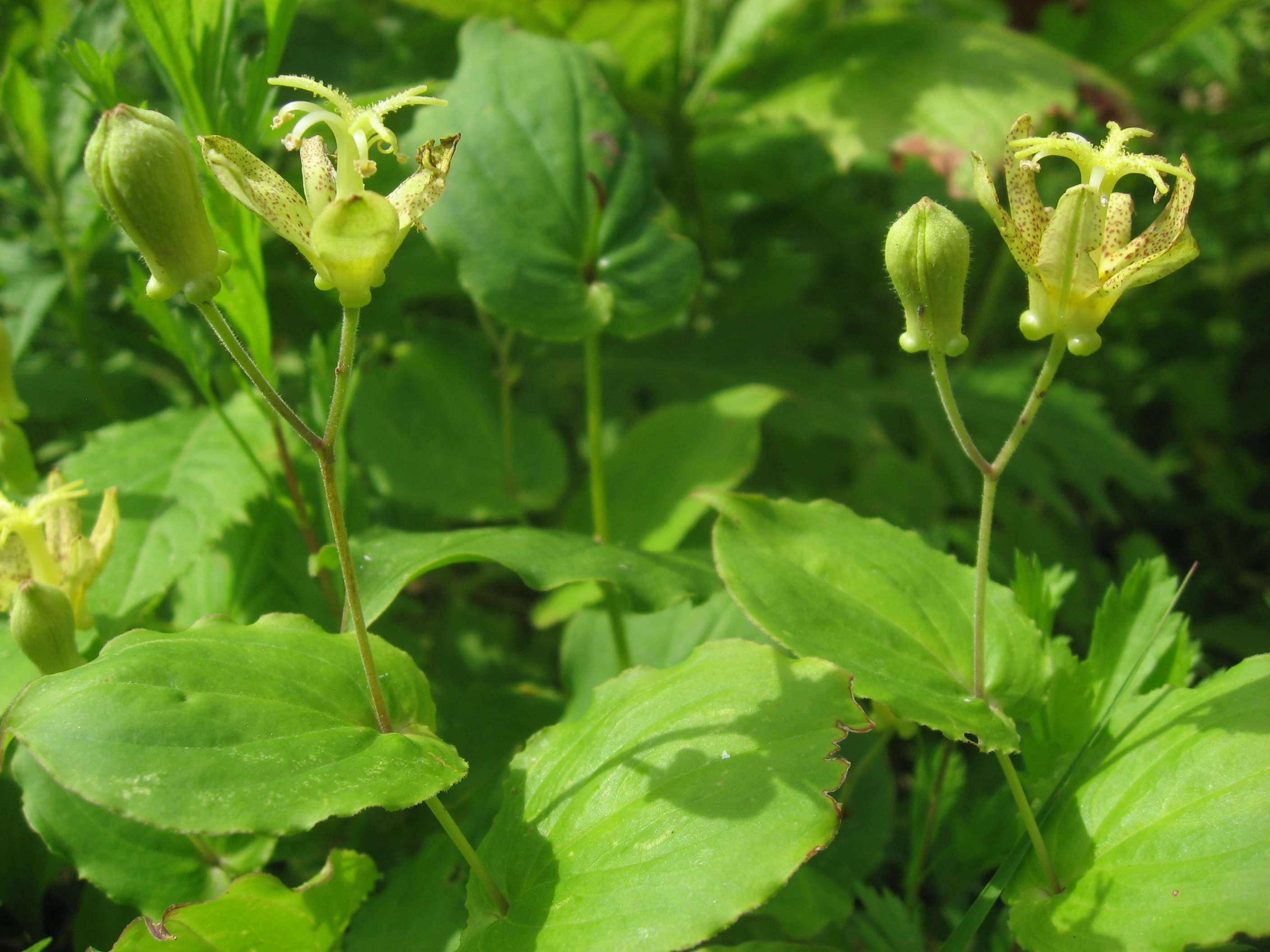
タマガワホトトギス Tricyrtis latifolia
トサジョウロウホトトギス（土佐上臈杜鵑草）の花 Tricyrtis macrantha